# Ludwik Górecki
Ludwik Górecki, ros. Людвиг Казимирович Горецкий (ur. 1825, zm.?) – polski doktor medycyny, profesor Uniwersytetu św. Włodzimierza w Kijowie, założyciel pierwszej kliniki dermatologicznej na terenie Rosji.
Ukończył gimnazjum w Równem, po czym podjął studia medyczne na Uniwersytecie św. Włodzimierza w Kijowie. W 1848 roku został adiunktem przy katedrze chorób skórnych uczelni. W 1864 roku założył Klinikę Dermatologiczną Uniwersytetu św. Włodzimierza, która była pierwszą tego typu placówką na terenie Imperium Romanowów.